# Atelerix algirus vagans
El erizo moruno blanquecino o balear (Atelerix algirus vagans) es una subespecie de mamífero erinaceomorfo de la familia Erinaceidae.

## Descripción
Más pequeño que la forma nominal, Atelerix algirus algirus, y de pelaje más blanquecino. Fue reconocida como subespecie por los estudios de ADN mitocondrial llevados a cabo por Hutterer en 1983.

## Distribución
Es la subespecie que habita España, distribuyéndose por la franja mediterránea, (Málaga, Murcia, Comunidad Valenciana, Cataluña y este de Aragón) y en las Islas Baleares, (Mallorca, Menorca, Ibiza, Formentera y Cabrera). Es un animal introducido en épocas históricas, en las Islas Baleares fue objeto de caza y consumo hasta la época del turismo masivo.
En la península ibérica es una especie rara, siendo abundante en las Baleares, sobre todo en zonas de garriga. Es un animal nocturno, inician su actividad con el crepúsculo, el regreso a la madriguera ocurre una hora antes del amanecer. Hiberna ocasionalmente entre enero y marzo, aunque la duración de estos episodios es reducida, dependiendo de las temperaturas invernales.

## Hábitat
En las Baleares ocupa especialmente las zonas de garriga cercanas al mar, incluidas en la asociación Oleo-Ceratonion y Rosmarino-Ericion. También en cultivos, tanto de secano como de regadío hasta los 600 metros, no rehuyendo la proximidad de las casas de campo.

## Depredación
No existen depredadores especializados en el erizo moruno blanquecino al ser sólo vulnerables durante la fase juvenil. Se han encontrado restos de erizos en excrementos de marta (Martes martes) y gineta (Genetta genetta), no conociéndose si fueron consumidos como presa o como carroña.

## Amenazas
El mayor problema al que parece enfrentarse este animal son los vehículos, además de la disponibilidad de recursos y hábitat adecuados. Una amenaza potencial es el uso de los erizos como mascotas.